# Be Kind
«Be Kind» es una canción del productor estadounidense Marshmello y la cantante Halsey. Se lanzó como sencillo a través de Joytime Collective, Geffen y Capitol el 1 de mayo de 2020.

## Antecedentes y lanzamiento
El 2 de septiembre de 2017, Marshmello insinuó por primera vez una colaboración al publicar un tuit dirigido a Halsey. Sin embargo, la colaboración no se concretó hasta casi tres años después. Ambos artistas indirectamente salieron anunciando la colaboración el 29 de abril de 2020, a través de sus redes sociales, publicando una flor visual cada uno con la leyenda «viernes». Halsey y Marshmello revelaron el título de la canción y la portada (una pintura de una flor con una pegatina rosa), un día después a través de sus redes sociales.

## Composición
Musicalmente, «Be Kind» es una canción EDM que ve a Marshmello y Halsey «explorando problemas de confianza y reforzando que está bien ser vulnerable con alguien que amas». En términos de notación musical, se compuso usando 4/4 tiempos comunes en la clave de mi mayor, con un tempo de 94 latidos por minuto. El rango vocal de Halsey se extiende desde la nota baja F ♯ 3 hasta la nota alta de C ♯ 5.

## Créditos y personal
Créditos adaptados de Tidal.
- Marshmello – composición, producción, programación
- Ashley Frangipane – voz, composición
- Gian Stone – composición, producción, producción adicional, programación
- Amy Allen – composición
- Freddy Wexler – composición
- Aria McKnight – A&R
- Jeremy Vuernick – A&R
- Elizabeth Isik – A&R
- Brandon Buttner – ingeniería, producción vocal, personal de estudio
- Michelle Mansini – maestro de ingeniería, personal de estudio
- John Hanes – ingeniero de mezcla, personal de estudio
- Serban Ghenea – mezcla, personal de estudio

## Posicionamiento en listas
| Listas (2020)                             | Mejor posición |
| ----------------------------------------- | -------------- |
| Alemania (Media Control Charts)           | 54             |
| Australia (ARIA)                          | 16             |
| Austria (Ö3 Austria Top 40)               | 41             |
| Bélgica (Ultratop Flanders                | 11             |
| Bélgica (Ultratop) Wallonia               | 35             |
| Canadá (Canadian Hot 100)                 | 18             |
| Canadá Hot AC (Billboard)                 | 49             |
| Canadá CHR/Top 40 (Billboard)             | 34             |
| Estados Unidos (Billboard Hot 100)        | 29             |
| Estados Unidos (Mainstream Top 40)        | 26             |
| Estados Unidos (Rolling Stone Top 100)    | 22             |
| Estonia (Eesti Ekspress)                  | 29             |
| Hungría (Stream Top 40)                   | 22             |
| Irlanda (IRMA)                            | 22             |
| Italia (FIMI)                             | 72             |
| Japón (Japan Hot 100)                     | 74             |
| Lituania (AGATA)                          | 29             |
| Noruega (VG-lista)                        | 29             |
| Nueva Zelanda (RMNZ)                      | 37             |
| Países Bajos (Dutch Top 40)               | 35             |
| Países Bajos (Single Top 100)             | 55             |
| Portugal (AFP)                            | 60             |
| Reino Unido (UK Singles Chart)            | 40             |
| República Checa (Singles Digitál Top 100) | 42             |
| Singapur (RIAS)                           | 5              |
| Suecia (Sverigetopplistan)                | 48             |
| Suiza (Schweizer Hitparade)               | 46             |

## Historial de lanzamiento
| País           | Fecha              | Formato                      | Discográfica                        | Ref    |
| -------------- | ------------------ | ---------------------------- | ----------------------------------- | ------ |
| Varios         | 1 de mayo de 2020  | Descarga digital y streaming | Joytime Collective, Geffen, Capitol | [ 1 ]  |
| Australia      | 1 de mayo de 2020  | Contemporary hit radio       | Capitol                             | [ 38 ] |
| Estados Unidos | 5 de mayo de 2020  | Contemporary hit radio       | Astralwerks, Capitol                | [ 39 ] |
| Italia         | 8 de mayo de 2020  | Contemporary hit radio       | Universal                           | [ 40 ] |
| Estados Unidos | 1 de junio de 2020 | Hot/Modern/AC radio          | Astralwerks, Capitol                | [ 41 ] |